# فرودگاه کامیگوئین
فرودگاه کامیگوئین (به انگلیسی: Camiguin Airport) (به زبان بومی: Paliparan ng Camiguin) یک فرودگاه همگانی مسافربری با کد یاتا CGM است که یک باند فرود آسفالت دارد و طول باند آن ۱۲۰۲ متر است. این فرودگاه در کشور فیلیپین قرار دارد و در ارتفاع ۱۶ متری از سطح دریا واقع شده‌است.

## شرکت‌های هواپیمایی و مقصدهای پروازی
| شرکت‌های هواپیمایی                      | مقصدهای پروازی                    |
| -------------------------------------- | --------------------------------- |
| سبو پسیفیک اجرا توسط Cebgo             | مکتان-کبو                         |
| فیلیپین ایرلاینز اجرا توسط PAL Express | مکتان-کبو (آغاز از ۱ دسامبر ۲۰۱۷) |